# Meliphaga reticulata
Meliphaga reticulata là một loài chim trong họ Meliphagidae.